# Västermyckeläng
Västermyckeläng – miejscowość (tätort) w Szwecji, w regionie administracyjnym (län) Dalarna, w gminie Älvdalen.
Według danych Szwedzkiego Urzędu Statystycznego liczba ludności wyniosła: 382 (31 grudnia 2015), 400 (31 grudnia 2018) i 381 (31 grudnia 2019).